# آرثر غريفيث
آرثر غريفيث (بالإنجليزية: Arthur Griffith )‏ (و. 1872 – 1922 م) هو دبلوماسي، وسياسي، من جمهورية أيرلندا، ولد في دبلن، كان عضوًا في شين فين، توفي في دبلن، عن عمر يناهز 50 عاماً، بسبب سكتة.

## مناصب
تولى منصب نائب دييل (9 سبتمبر 1922–9 أغسطس 1923)، ووزير الخارجية والتجارة ‏ (26 يوليو 1922–12 أغسطس 1922)، وPresident of Dáil Éireann ‏ (10 يناير 1922–12 أغسطس 1922)، ووزير الخارجية والتجارة ‏ (26 أغسطس 1921–9 يناير 1922)، ونائب دييل (16 أغسطس 1921–8 يونيو 1922)، ووزير العدل والمساواة ‏ (2 أبريل 1919–22 أغسطس 1921)، ونائب دييل (21 يناير 1919–10 مايو 1921)، وعضو برلمان المملكة المتحدة الـ31 (14 ديسمبر 1918–12 أغسطس 1922)، وعضو برلمان المملكة المتحدة الـ31 (14 ديسمبر 1918–12 أغسطس 1922)، وعضو برلمان المملكة المتحدة الـ30 (20 يونيو 1918–25 نوفمبر 1918)، وعضو برلمان أيرلندا الشمالية.

## روابط خارجية
- آرثر غريفيث على موقع الموسوعة البريطانية (الإنجليزية)

| المناصب السياسية       | المناصب السياسية                                                | المناصب السياسية     |
| ---------------------- | --------------------------------------------------------------- | -------------------- |
| سبقه                   | نائب دييل 9 سبتمبر 1922 - 9 أغسطس 1923                          | تبعه                 |
| سبقه جورج غافان دافي   | وزير الخارجية والتجارة 26 يوليو 1922 - 12 أغسطس 1922            | تبعه مايكل هايز      |
| سبقه جورج نوبل بلونكيت | وزير الخارجية والتجارة 26 أغسطس 1921 - 9 يناير 1922             | تبعه جورج غافان دافي |
| سبقه                   | نائب دييل 16 أغسطس 1921 - 8 يونيو 1922                          | تبعه                 |
| سبقه                   | نائب دييل 21 يناير 1919 - 10 مايو 1921                          | تبعه                 |
| سبقه                   | عضو برلمان المملكة المتحدة الـ31 14 ديسمبر 1918 - 12 أغسطس 1922 | تبعه                 |
| سبقه                   | عضو برلمان المملكة المتحدة الـ31 14 ديسمبر 1918 - 12 أغسطس 1922 | تبعه                 |
| سبقه                   | عضو برلمان المملكة المتحدة الـ30 20 يونيو 1918 - 25 نوفمبر 1918 | تبعه                 |